# Visoka Glavica (Tara)
Pour les articles homonymes, voir Visoka Glavica.
Le mont Visoka Glavica (en serbe cyrillique : Висока Главица) est un sommet des monts Tara, un massif situé à l'extrême ouest de la Serbie, le long de la frontière avec la Bosnie-Herzégovine. Il s'élève à une altitude de 1 175 m.